# Eason Ramson
Eason Ramson é um ex-jogador profissional de futebol americano estadunidense.

## Carreira
Eason Ramson foi campeão da temporada de 1981 da National Football League jogando pelo San Francisco 49ers.